# Грос-Годемс
Грос-Годемс (нім. Groß Godems) — громада в Німеччині, розташована в землі Мекленбург-Передня Померанія. Входить до складу району Людвігслуст-Пархім. Складова частина об'єднання громад Пархімер-Умланд.
Площа — 15,21 км2. Населення становить 394 ос. (станом на 31 грудня 2020).